# James Harris (3e comte de Malmesbury)
Pour les articles homonymes, voir James Harris.
James Howard Harris, 3e comte de Malmesbury (en), (25 mars 1807 – 17 mai 1889), est un homme politique britannique.

## Biographie
Il naît à Spring Gardens, Londres, fils aîné de James Harris (2e comte de Malmesbury) (1778-1841), 2e comte de Malmesbury, et d'Harriet Susan (1783-1815), fille d'un esquire du Lincolnshire. Il est le petit-fils de James Harris, 1er comte de Malmesbury. Il suit ses études à Eton et à Oriel College. Il passe plusieurs années à voyager et fait connaissance avec des gens célèbres, dont le futur Napoléon III.
En 1841, il vient tout juste d'être élu à la Chambre des communes, en tant que conservateur, quand son père décède ; il accède alors à la pairie. Malmesbury est Secrétaire d'État des Affaires étrangères dans le gouvernement de comte de Derby en 1852, puis à nouveau de 1858 à 1859. Il est également Lord du Sceau Privé entre 1866 et 1868, puis de 1874 et 1876. En 1852, il est admis au Conseil privé.
Il est leader de la Chambre des lords en 1868 et dirige le Parti conservateur de 1868 à 1869.
Il épouse Lady Corisande Emma Bennett, fille de Charles Augustus Bennet, 5e comte de Tankerville, et de Corisande de Gramont, et petite-fille du duc Antoine-Louis-Marie de Gramont et d'Aglaé de Polignac. Il meurt sans descendance en 1889, et c'est son neveu Edward Harris qui hérite de son titre de comte de Malmesbury.